# 英百合子

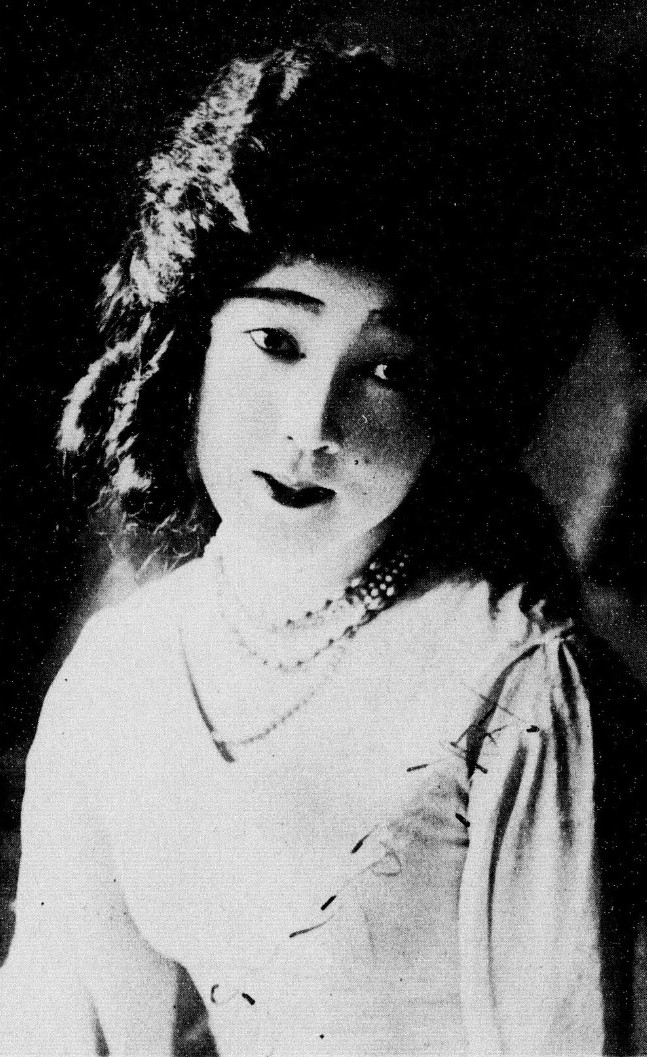
英百合子 1919年

英 百合子（はなぶさ ゆりこ、1900年3月7日 - 1970年2月7日）は、日本の女優。広島県呉市吉浦町出身。日本初の本格的映画女優といわれる。女優の永井百合子は柳永二郎との娘、俳優の長谷部健は中野英治との息子。

## 経歴
1915年、呉市立高等女学校（現・広島県立呉三津田高等学校）3年生の時、吉浦町内の演劇場（吉浦座）に来た旅芸人の後を追い出奔。のち女学校を中退。1917年浅草で鈴木康義が旗揚げした「東京少女歌劇団」に一条久子らと参加。その後国際活映に入社し、主演女優として働く。1927年の『映画時代』誌で「私の映画女優としての振り出しは、国際活映の撮影所で、今考えると冷汗モノのいくつかの映画ーというより新派劇を作りましたが、たいていその時の相手は正邦宏さんでした」と述べている。
1920年10月、小山内薫が松竹キネマ研究所を設立した際に招かれて参加。小山内は、日本で最初の本格的女優の育成を開始したが、その第一作として製作した『路上の霊魂』に別荘の令嬢役で主演した。本作により英は初めて純映画劇の洗礼を受けた。英はメアリー・ピックフォードに代表される当時のハリウッド女優の視覚的模倣を意識的に行なった。その演技は当時「バタ臭い」とも揶揄されたが、それは英の演技が、アメリカ女優のように表情豊かなもので、日本の映画俳優の演技がここに至ってようやく伝統から脱し「型」の演技から自然な「表情」の演技へと変遷しているといわれる。その後松竹蒲田撮影所へ入社し、1922年『散りにし花』に主演。当時は流行の最先端をいくモダンガールのひとりで、令嬢役や妖婦役を得意とした。また「小山内薫とその子分の会」の一員として、銀座に、カフェーリッツに、松屋デパートに、帝劇や歌舞伎座の廊下に、どこに現れても社交的で、明るく、ざっくばらんな女優として誰からも好感を持って迎えられた。「銀ブラの女王」「ユリッぺ女史」「ゆりめん」など色々な愛称で呼ばれ蒲田の人気女優の一人だった。1927年に同郷でもある4歳年下の日活スター中野英治と結婚、1928年には男児をもうけた。1927年、阪妻・立花・ユニヴァーサル連合映画に招かれ、『青蛾』、『美しき奇術師』に主演。中野の母親役で発狂を力演した1929年の『灰燼』は、キネマ旬報ベスト・テン2位となり代表作とした。同年中野英治と離婚。若い時から子持ちであることを平気で口にするので初対面の里見弴はびっくりしたという。中野と城りえ子が1929年に共演した「若き血に燃ゆる者」の撮影が始まって間もないある日、撮影所の表門の衆人環視の中で、いきなり夫の愛人の城を洋傘でさんざんにぶちのめすという暴行事件をひき起したことで、それまで非常に良かった所内での評判が一気に下がり、1931年に帝国キネマを退社。
その後日活など各社を転々として1933年PCLに入社。1934年の『妻よ薔薇のやうに』の子持ちの妾役もキネマ旬報ベスト・テン1位に選ばれこれも代表作とした。サイレント映画全盛期に於いては既にヒロインになるスターとしては年齢的に無理であったため、達者な脇役として戦後まで活躍した。1937年の『母の曲』が最後の主演作で。以降は脇役に回り、『母の曲』から、1943年の『決戦の大空へ』へまで、女優第二世代ともいうべき原節子の母役をしばしば務めた。日本最初の"母物"女優、"老け役"女優ともいわれ、戦後は母役や老け役で各社の映画に出演した。母物映画で著名な三益愛子は英をロールモデルにしたという見方もある。若い女優たちから「英のママ」として慕われた。1970年2月7日、世田谷区砧の自宅で尿毒症により死去。『続社長学ABC』が遺作となった。
故郷である呉市吉浦町には生涯2、3回しか帰郷していないと言われる。

## 出演作品
- 火の山（1920年）
- 路上の霊魂（1921年） - 別荘の令嬢 役
- トランク（1921年）
- 散りにし花（1922年）
- 大地は微笑む（1925年）
- 灰燼（1929年）
- 坊つちやん - 清 役
  - 坊っちゃん（1935年）
  - 坊っちゃん（1958年）
- 放浪記（1935年）
- 妻よ薔薇のやうに（1935年） - お雪 役
- 吾輩は猫である（1936年） - 細君 役
- 兄いもうと（1936年）- りき 役
- 彦六大いに笑ふ（1936年）- お辻 役
- 新しき土（1937年） - おいく 役
- 若い人（1937年） - 江波ハツ 役
- 上海陸戦隊（1939年） - 避難民の女 役
- 樋口一葉（1939年） - 中島歌子 役
- 女学生記 (1941年)　- 田崎早苗の母 役
- ハワイ・マレー沖海戦（1942年） - 母・つね 役[15]
- 翼の凱歌（1942年）
- ハナ子さん（1943年） - ハナ子の母 役
- 決戦の大空へ（1943年） - 母・はる 役
- 突貫驛長（1945年）
- 最後の帰郷（1945年） - 栗原軍曹の母 役
- ジャコ萬と鉄（1949年）
- 日本戦歿学生の手記 きけ、わだつみの声（1950年）
- 春雪（1950年） - 吉川静江 役
- 悲歌（1951年） - 亘理よし子 役
- 自由学校（1951年） - 妻・銀子 役
- 愛妻物語（1951年） - 石川弓江 役
- 原爆の子（1952年） - 木島おいね 役
- 女の一生（1953年） - 母・満枝 役
- 赤線基地（1953年） - 母・お徳 役
- 終電車の死美人（1955年） - 湯浅とし子の母親 役
- 東京暗黒街・竹の家（1955年） - 農婦 役
- この二人に幸あれ（1957年） - 若尾の母 役
- 社長シリーズ第4作-第33作（1958年-1970年）- 基本的に小林桂樹の母親役だったが、別役もあり。
- 江分利満氏の優雅な生活（1963年） - みよ 役
- 三大怪獣 地球最大の決戦（1964年） - 進藤の母サト 役[15][2]
- 愛欲（1966年） - 由喜の母 役
- 続・社長学ABC（1970年） - 遺作